# Chelidonura hirundinina
Chelidonura hirundinina är en snäckart som först beskrevs av Jean René Constant Quoy och Joseph Paul Gaimard 1833.  Chelidonura hirundinina ingår i släktet Chelidonura och familjen Aglajidae. Inga underarter finns listade i Catalogue of Life.

## Bildgalleri

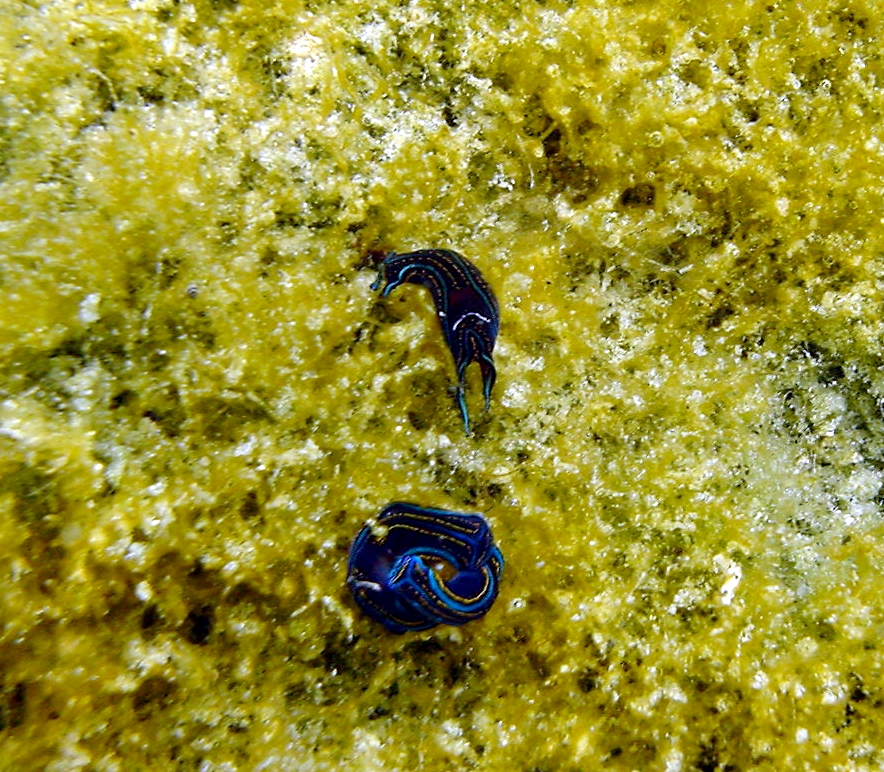
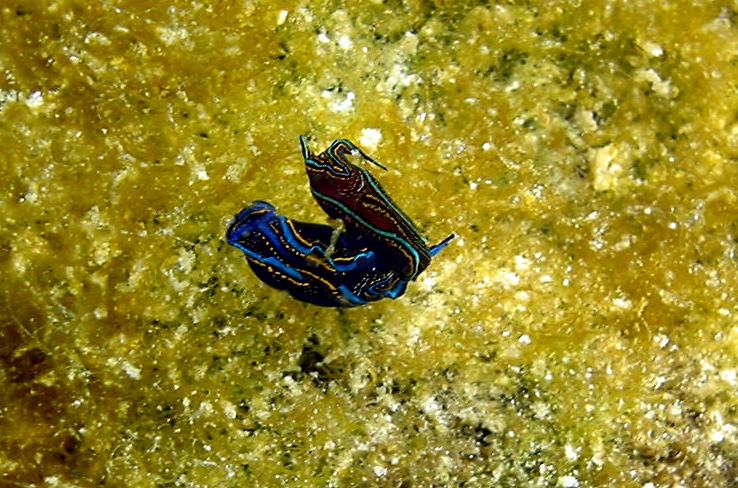
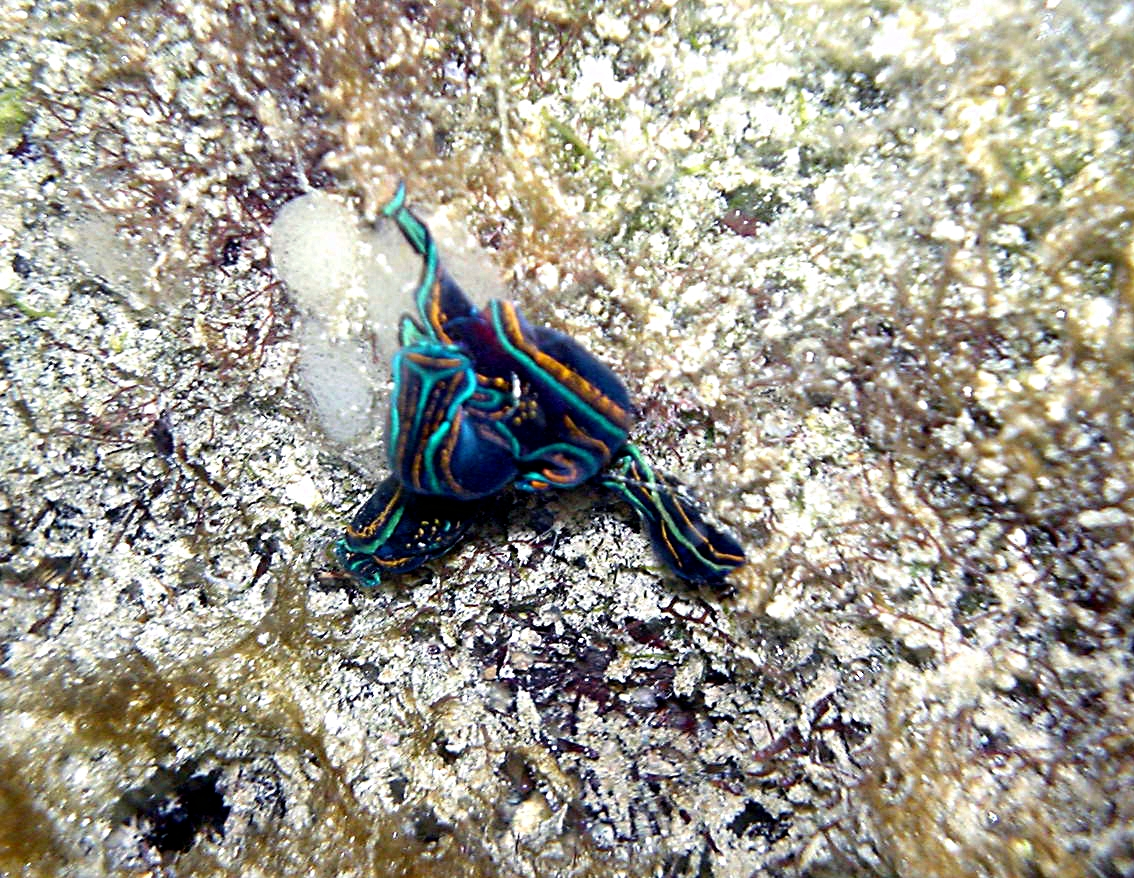